# Ma Quai
Ma Quai là một xã thuộc huyện Sìn Hồ, tỉnh Lai Châu, Việt Nam.
Xã Ma Quai có diện tích 55,30 km², dân số năm 2011 là 3.245 người, mật độ dân số đạt 59 người/km².